# Auvernaux
Auvernaux település Franciaországban, Essonne megyében. Lakosainak száma 330 fő (2022. január 1.). Auvernaux Le Coudray-Montceaux, Saint-Fargeau-Ponthierry, Champcueil, Chevannes és Nainville-les-Roches községekkel határos.

## Népesség
A település népességének változása:
| Lakosok száma | 347  | 342  | 334  | 324  | 323  | 324  | 325  | 327  | 330  |
|               | 2013 | 2015 | 2016 | 2017 | 2018 | 2019 | 2020 | 2021 | 2022 |